# 沈康身
沈康身（1923年9月2日—2009年1月14日），浙江桐乡人，杭州大学数学系教授，中国民主促进会会员，中国数学史学家。
1941年考入之江大学土木工程系，不久后插班转中央大学土木工程系，1945年毕业。之后师从钱宝琮研究数学史。
将《九章算术》译成英文。
1980年代在杭州大学开设中国建筑课程。